# Lus-la-Croix-Haute
Lus-la-Croix-Haute is een gemeente in het Franse departement Drôme (regio Auvergne-Rhône-Alpes) en telt 466 inwoners (2005). De plaats maakt deel uit van het arrondissement Die.

## Geografie
De oppervlakte van Lus-la-Croix-Haute bedraagt 85,6 km², de bevolkingsdichtheid is 5,4 inwoners per km².

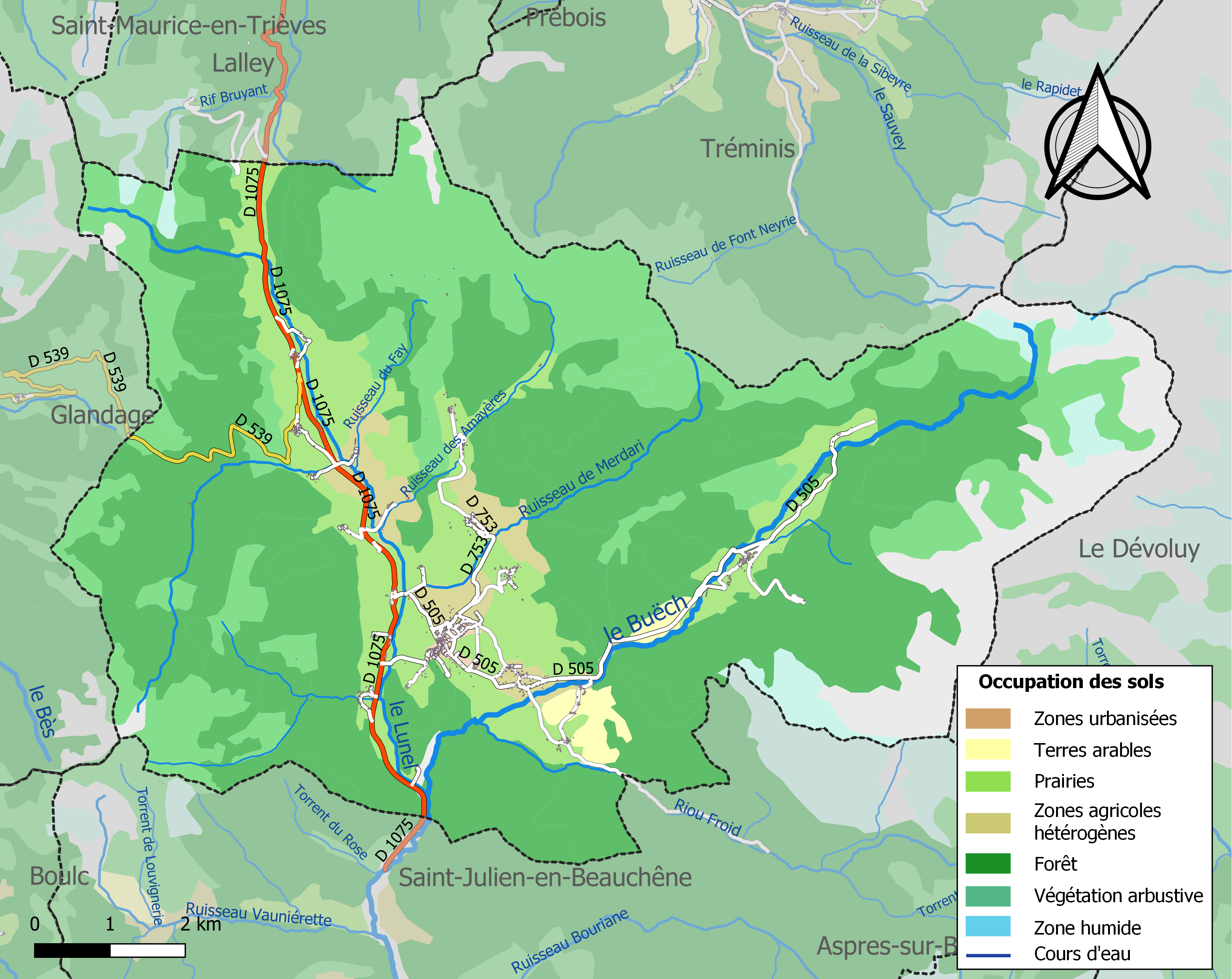
Kaart van de gemeente met belangrijkste infrastructuur, bodemgebruik en omliggende gemeenten

## Verkeer en vervoer
In de gemeente ligt spoorwegstation Lus-la-Croix-Haute.

## Demografie
Onderstaande figuur toont het verloop van het inwonertal (bron: INSEE-tellingen).

## Toerisme
De gemeente is in de zomer in trek bij wandelaars en mountainbikers, in de winter kan met skiën bij het tot de gemeente behorende gehucht La Jarjatte in een klein ski-station. Er zijn een hotel, drie campings en enkele restaurants.

## Plaatsen
Behalve het naamgevende dorp Lus-la-Croix-Haute omvat de gemeente ook de gehuchten Les Amayères, La Caire, Les Corréardes, La Croix-Haute, La Jarjatte, Les Lusettes, Mas Bourget en Mas Rebuffat.